# Fuškulin
Fuškulin is een klein dorpje in de Kroatische provincie Istrië. Het is gelegen op circa 3 km van de zee, en circa 6 km van het historische stadje Poreč. Fuškulin heeft circa 300 vaste inwoners, die hoofdzakelijk leven van landbouw en dienstverlening in en nabij Poreč. Fuškulin heeft daarnaast een aantal vakantiewoningen. De omgeving is bebost, verder zijn er druivenvelden.